# Stratonike (Tochter des Ariarathes IV.)
Stratonike (altgriechisch Στρατονίκη Stratoníkē; geboren um 200 v. Chr.; gestorben zwischen 138 und 133 v. Chr.), auch Stratonike IV., war die Tochter des kappadokischen Königs Ariarathes IV. und Gemahlin der pergamenischen Herrscher Eumenes II. und Attalos II.
Stratonike war persischer und griechisch-makedonischer Abstammung. Ihre Mutter Antiochis war die Tochter des Seleukidenkönigs Antiochos III., genannt der Große, und der Laodike. Ihr Vater Ariarathes IV. war der Sohn des ersten Mitregenten eines von den Seleukiden unabhängigen Kappadokiens, Ariarathes III., und der Stratonike, Tochter des Seleukidenkönigs Antiochos II. Sie hatte zwei Brüder: Mithridates, der unter dem Namen Ariarathes V. die Nachfolge seines Vaters antrat, sowie Orophernes. Die genauen verwandtschaftlichen Verhältnisse sind jedoch ungeklärt, da wohl bereits eine Legendenbildung hellenistischer Zeit verbreitete, Orophernes sei ein dem Ariarathes IV. untergeschobener Sohn gewesen. Überliefert ist dieses Gerücht jedoch erst aus dem 1. Jahrhundert v. Chr. bei Diodor.
Im Jahr 188 v. Chr. vermählte ihr Vater sie mit Eumenes II., dem Herrscher von Pergamon. Dem war eine Vermittlungstätigkeit des Pergameners vorausgegangen. Als deren Ergebnis ließ sich Rom, das von einem Angriff gegen Kappadokien gegen eine Bezahlung von 600 Talenten abgesehen und einem Frieden zugestimmt hatte, zu einer Minderung der Strafzahlung auf 300 Talente ein.
Mit Eumenes II. hatte sie einen Sohn, der als Attalos III. letzter König von Pergamon war und sein Reich testamentarisch Rom vermachte. Nachdem im Jahr 172 v. Chr. das Gerücht aufgekommen war, ihr Gemahl sei auf der Rückreise von Rom in der Nähe von Kirrha überfallen und getötet worden, heiratete dessen Bruder Attalos II. Stratonike. Mit Bekanntwerden des tatsächlichen Sachverhalts löste er diese Verbindung jedoch wieder umgehend. Erst nach dem Tod Eumenes II. im Jahr 159 v. Chr. nahm er Stratonike endgültig zur Frau und trat als Vormund des noch zu jungen Attalos III. ein, für den er die Regierung führte. Beim Tod von Attalos II. im Jahr 138 v. Chr. soll Stratonike noch gelebt haben und laut dem erst im späten 2. Jahrhundert schreibenden Marcus Iunianus Iustinus während der Regierungszeit ihres Sohnes Attalos III. gestorben sein. Während der Errichtung eines Monumentes für seine Mutter erlag Attalos III., der den Beinamen Philometor („Mutterliebender“) trug, einem Hitzschlag.
Stratonike ist von zwei fast gleichlautenden Inschriften aus Delos und Pergamon bekannt, die sie als Basilissa bezeichnen und sie wegen ihres vorbildlichen Charakters und der von ihr erwiesenen Wohltaten ehren. Teil der Ehrung war die Aufstellung einer Statue der Königin. In beiden Fällen wird der Demos als deren Stifter genannt, aus der verschollenen delischen Inschrift geht zudem hervor, dass dort der Demos Athens der Stifter und die Göttertrias Artemis, Leto und Apollon Empfänger der Statue waren:
Ὁ δῆμος ὁ Ἀθηνα[ίων]

βασίλισσαν Στρατον[ίκην]

βασιλέως Ἀριαρά[θου]

ἀρετῆς ἒνεκεν καὶ εὐνοίας

τῆς εἰς ἐαυτόν,

Ἀρτέμιδι, Λητοῖ, Ἀπόλλωνι.
Das Volk der Athener (weiht)

die Königin Stratonike,

die Tochter des Königs Ariarathes,

wegen ihres vorbildlichen Charakters und ihres Wohlwollens

ihm selbst gegenüber

der Artemis, der Leto, dem Apollon.
Die Datierung der Inschriften ist Gegenstand der Diskussion und schwankt je nach Standpunkt und unterstelltem Anlass zwischen vor 189 v. Chr., dem Jahr 188 v. Chr. und der Zeit der kappadokischen Thronwirren von 159 bis 156 v. Chr. In der letztgenannten Zeitspanne versuchte Orophernes, die Macht im Königreich Kappadokien zu übernehmen, wurde jedoch durch die Einflussnahme Pergamons unter Attalos II. zurückgedrängt. Attalidische Selbstdarstellung aus diesem Anlass könnte daher hinter den Stiftungen zu Gunsten der pergamenischen Königin aus kappadokischem Haus stehen.